# Tống Lệ công
Tống Lệ công (chữ Hán: 宋厲公; trị vì: ? - 859 TCN), tên thật là Tử Phụ Tự (子鮒祀), là vị vua thứ bảy của nước Tống – chư hầu nhà Chu trong lịch sử Trung Quốc.
Tử Phụ Tự là con của Tống Mẫn công – vua thứ 5 nước Tống và cháu gọi Tống Dương công – vua thứ 6 nước Tống - bằng chú.
Sau khi chú Dương công lên thay cha, Phụ Tự giết chú cướp ngôi, tức là Tống Lệ công.
Sử ký không ghi chép sự kiện xảy ra liên quan tới nước Tống trong thời gian ông làm vua.
Năm 859 TCN, Tống Lệ công mất. Con ông là Tử Cử lên nối ngôi, tức là Tống Ly công.